# Иван Рогач
Иван Рогач (Никшић, 18. јуна 1992) српски је фудбалер, који тренутно наступа за Акрон. Био је члан млађих репрезентативних селекција Србије.